# ФЭД (завод)

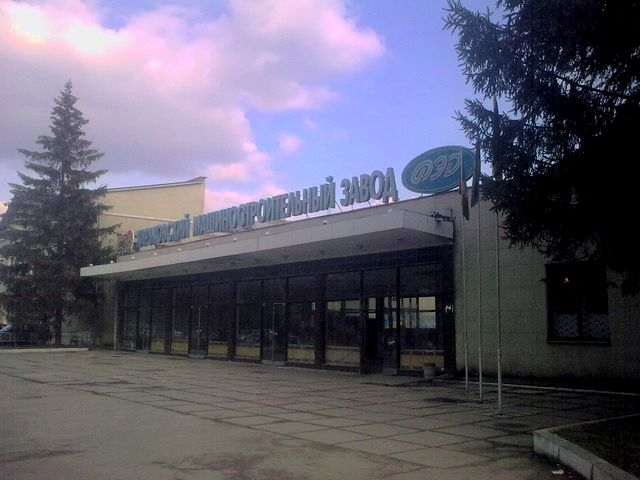
Харьковский машиностроительный завод «ФЭД»

Харьковский машиностроительный завод «ФЭД» (от Феликс Эдмундович Дзержинский; укр. Харківський машинобудівний завод "ФЕД") — государственное предприятие Украины. Производит высокоточную топливо- и гидрорегулирующую аппаратуру для аэрокосмической промышленности и выполняет заказы для других отраслей машиностроения и железнодорожного транспорта.
Входит в перечень предприятий, имеющих стратегическое значение для экономики и безопасности Украины.

## История

### 1927—1991
Завод был создан в 1927 году на базе небольших мастерских детской Коммуны имени Ф. Э. Дзержинского, под руководством педагога и учёного А. С. Макаренко, он начал свою деятельность с выпуска простейших электрических сверлильных машин и фотоаппаратов. В дальнейшем были разработаны и серийно выпускались знаменитые малоформатные фотоаппараты серии «ФЭД-5», автоматические фотоаппараты «ФЭД-Микрон», «ФЭД-Микрон-2», «ФЭД-35», «ФЭД-50», стереофотоаппараты «ФЭД-Стерео» и другие фотопринадлежности.
В годы Великой Отечественной войны завод был передан в ведение Наркомата авиационной промышленности и эвакуирован в сибирский город Бердск. В кратчайшие сроки коллектив освоил выпуск топливных насосов для истребителей Ла-5 и Ла-7.
В послевоенные годы завод продолжил производить аппаратуру для авиационной промышленности, а вскоре стал производить и для космической, а также других отраслей машиностроения. При этом продолжался выпуск фотоаппаратов серии «ФЭД».
Имелся филиал в Волчанске.
В феврале 1991 года на базе главного управления министерства авиационной промышленности СССР была создана ассоциация «Союз авиационного двигателестроения» (АССАД), в состав которой вошли предприятия авиаремонта и двигателестроения СССР (в том числе, завод «ФЭД»).

### После 1991
В 1993 году на базе завода «ФЭД», Харьковского агрегатного конструкторского бюро, Волчанского агрегатного завода и Первомайского машиностроительного завода было образовано ЗАО «Корпорация ФЭД».
12 июля 2001 года правительство Украины приняло закон о государственной поддержке предприятий авиастроительной отрасли Украины, в перечень предприятий был включён завод «ФЭД».
До 2007 года 33% акций принадлежали авиационной корпорации Рубин
9 июня 2010 года Кабинет министров Украины принял постановление № 405, в соответствии с которым завод вошёл в перечень предприятий авиапромышленности Украины, получающих государственную поддержку.
После создания в декабре 2010 года государственного концерна «Укроборонпром», в соответствии с постановлением Кабинета министров Украины № 374 от 6 апреля 2011 года завод вошёл в состав концерна.

## Современное состояние
На заводе освоено производство авиационных агрегатов (интегральных гидроприводов, агрегатов топливопитания, систем автоматического управления авиационных двигателей, агрегатов систем автоматического управления полетом, агрегатов гидравлических систем).

## Образцы продукции, благодаря которой завод «ФЭД» получил всемирную известность

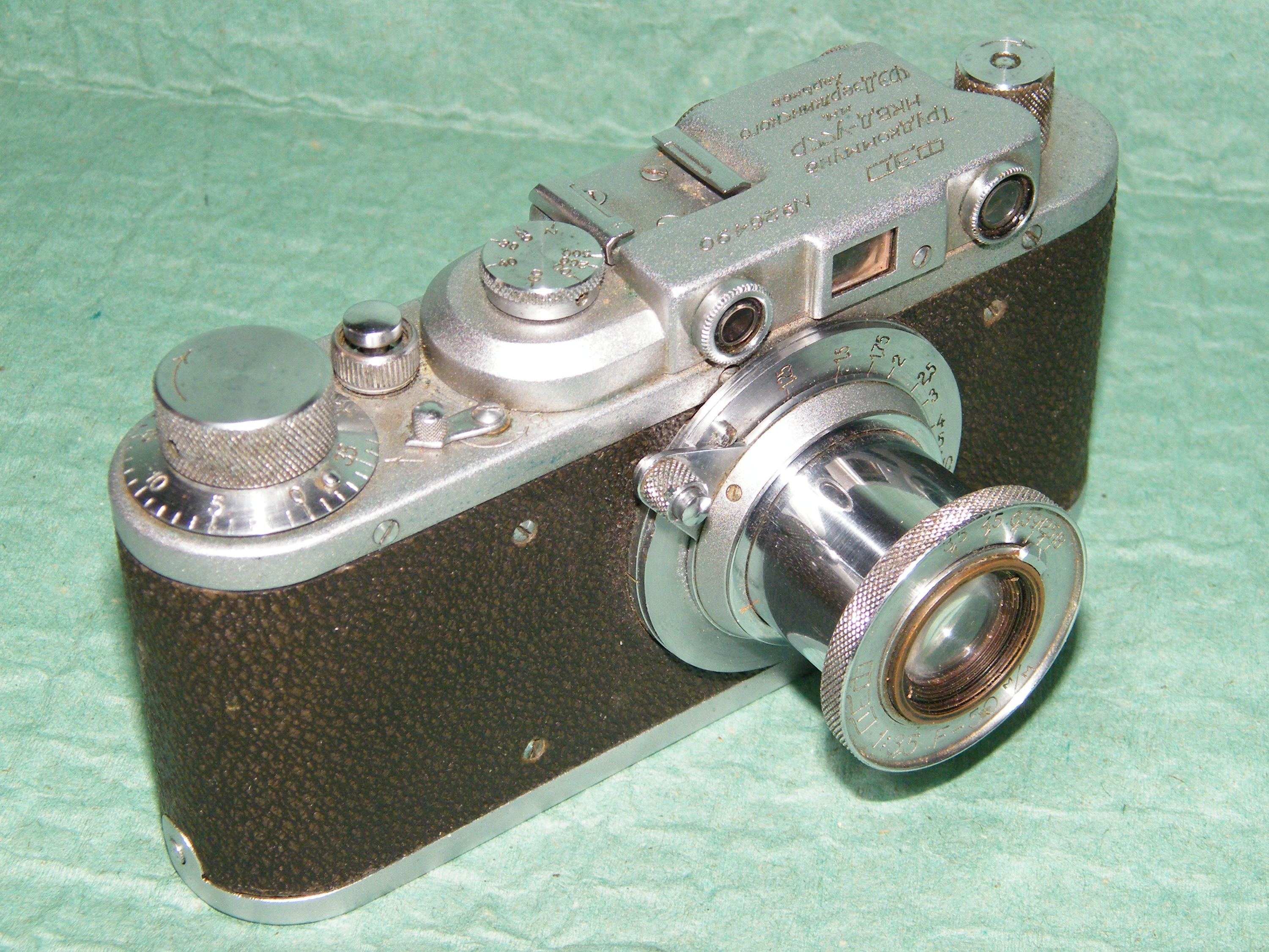
«ФЭД»
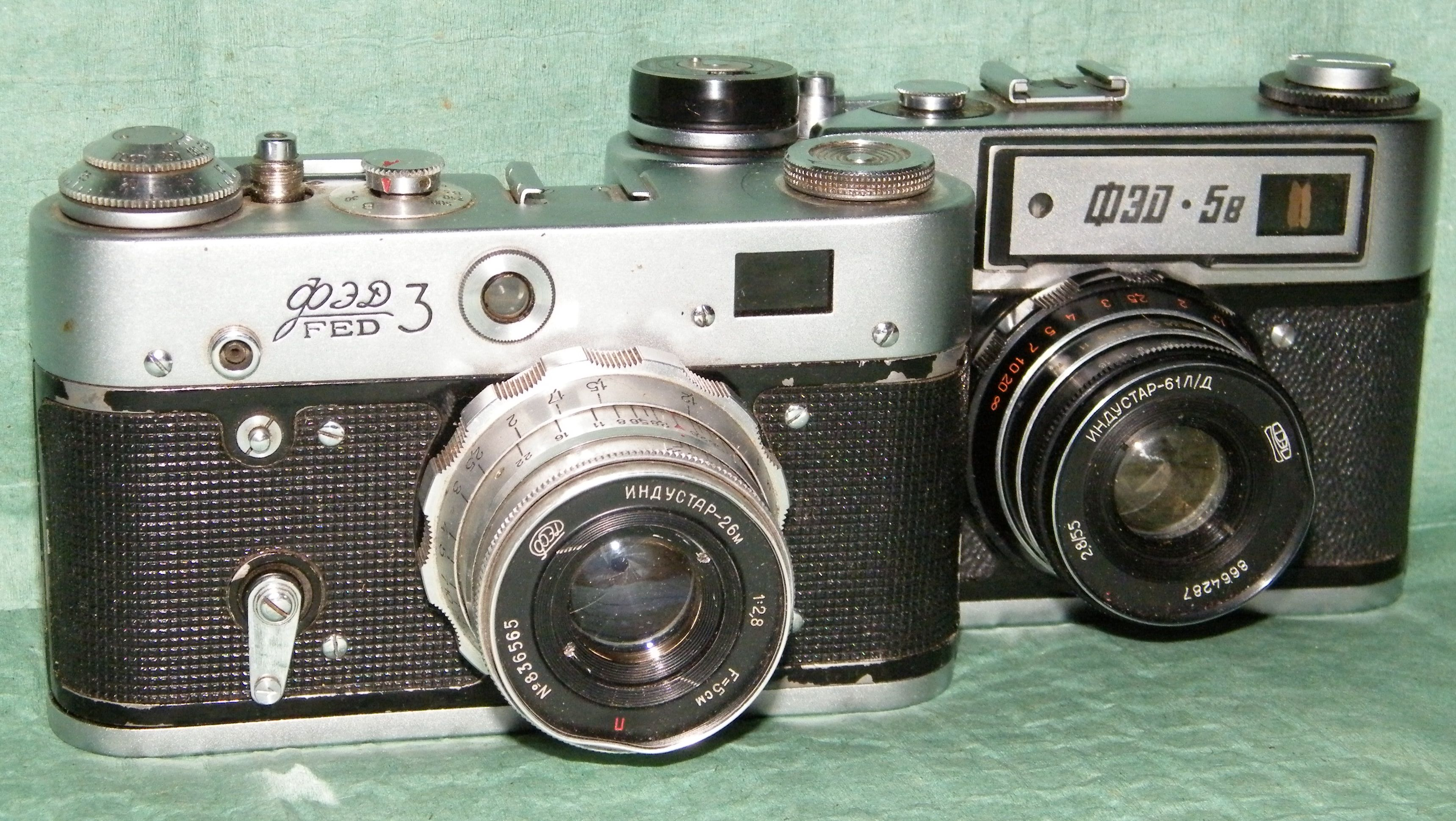
«ФЭД-3» и «ФЭД-5В»
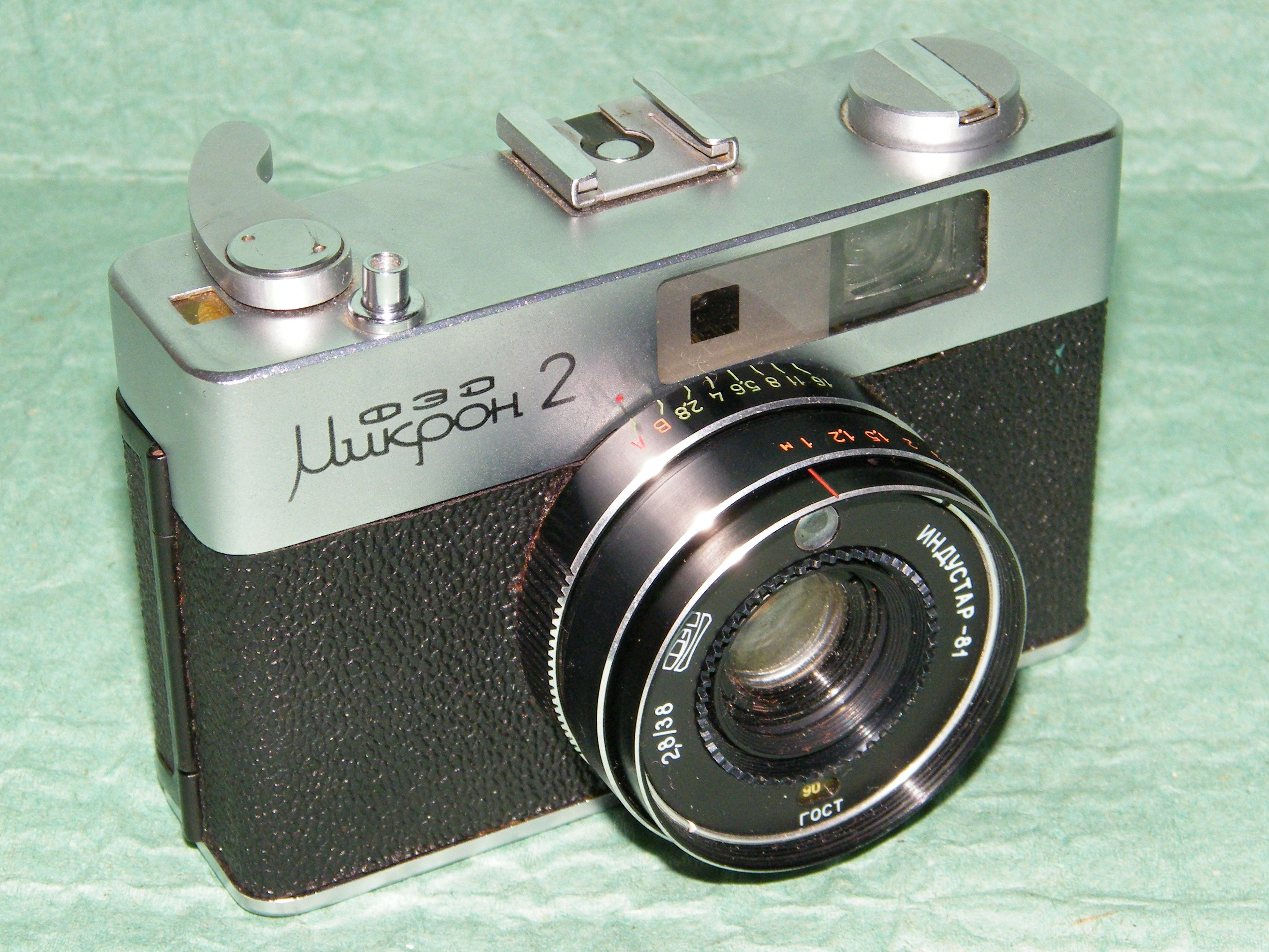
«ФЭД-Микрон-2»

## Награды завода
- Орден Октябрьской Революции
- Орден Трудового Красного Знамени